# Grantschen

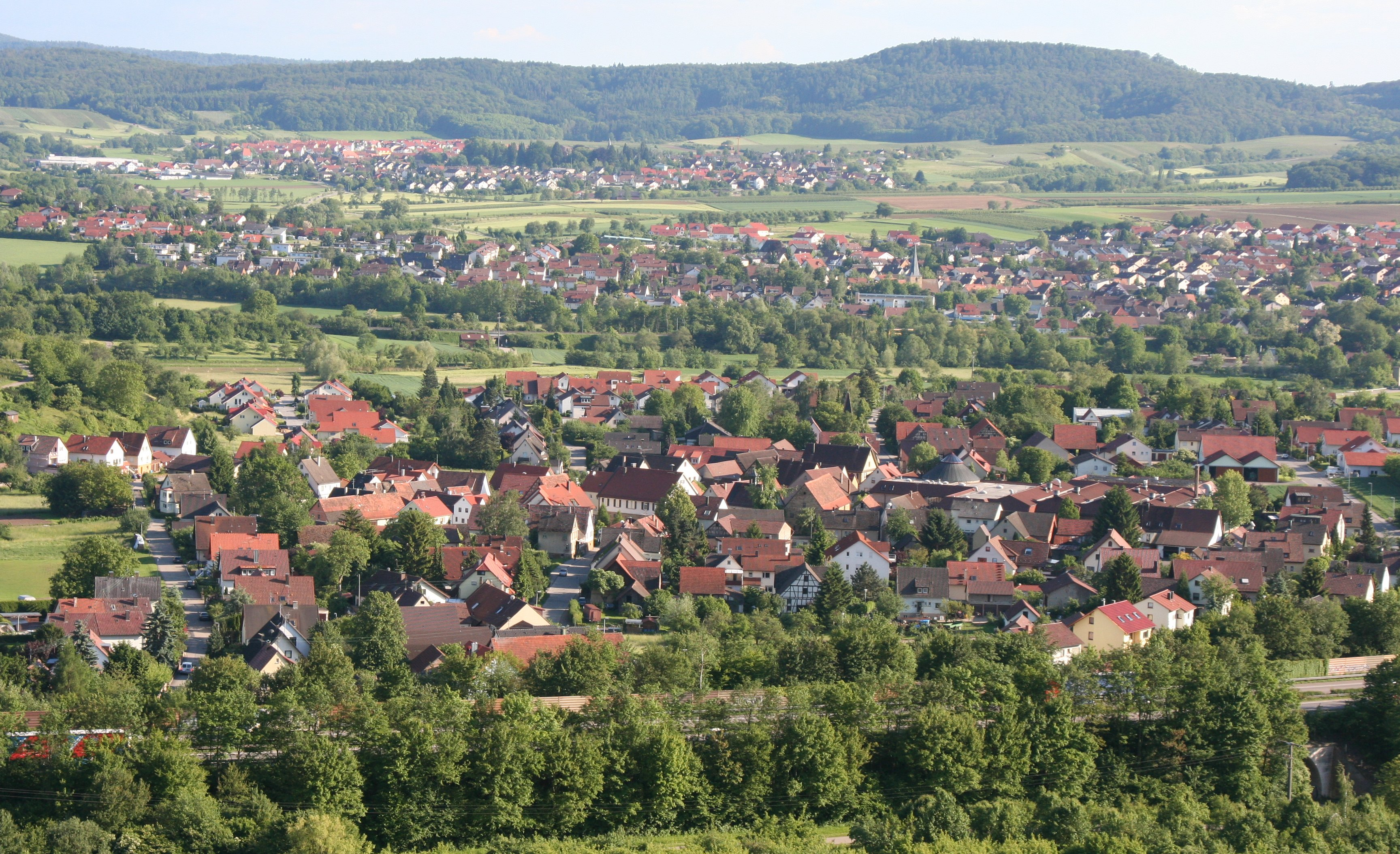
Grantschen. Im Vordergrund die A 6. Hinter Grantschen liegt Ellhofen, ganz hinten ist Lehrensteinsfeld zu erkennen.

Grantschen ist ein Teilort der Stadt Weinsberg und liegt im baden-württembergischen Landkreis Heilbronn. Die ehemalige Gemeinde wurde am 1. Januar 1973 als Ortschaft in die Stadt Weinsberg eingemeindet. Sie hat 822 Einwohner (Stand: 30. Juni 2019) und eine Fläche von 2,10 km².

## Geographie
Grantschen erstreckt sich weniger als einen halben Kilometer nördlich des kleinen Flusses Sulm auf den noch niedrigen rechten Randhügeln. Etwas nördlich des Dorfrandes steigt das Gelände steil an bis zur Grenze der Ortsgemarkung auf dem Kamm des Wildenbergs, an dessen diesseitigem Hang Weinbau betrieben wird. Am Nordrand des Dorfes entsteht der nur 1,3 km lange Wetterischbach, der es durchfließt und auf Ellhofener Gemarkung von rechts in die Sulm mündet. Im Nordosten liegt in etwa zwei Kilometer Entfernung hinter einem von Winzern bewirtschafteten Hügel der ebenfalls zu Weinsberg gehörende Weinbauort Wimmental. Etwas näher im Südosten liegt der Obersulmer Teilort Sülzbach. Der nächste Siedlungsnachbar aber ist Ellhofen, das kaum mehr als einen halben Kilometer entfernt im Süden auf der anderen Seite der Sulm liegt; seine Gemeindegemarkung grenzt im Südosten und Süden hart an den Rand der Grantschener Bebauung. Am Wildenberg-Hang stößt im Westen die Gemarkung des Hauptortes Weinsberg  an, seine Stadtmitte ist in westsüdwestlicher Richtung in Luftlinie über zweieinhalb Kilometer entfernt, sie ist auf den üblichen Verkehrswegen nur über Ellhofener Gemarkung erreichbar. Etwa in gleicher Distanz steht der Nachbarort Eberstadt im Norden hinter dem unwegsamen Wildenberg.

## Geschichte

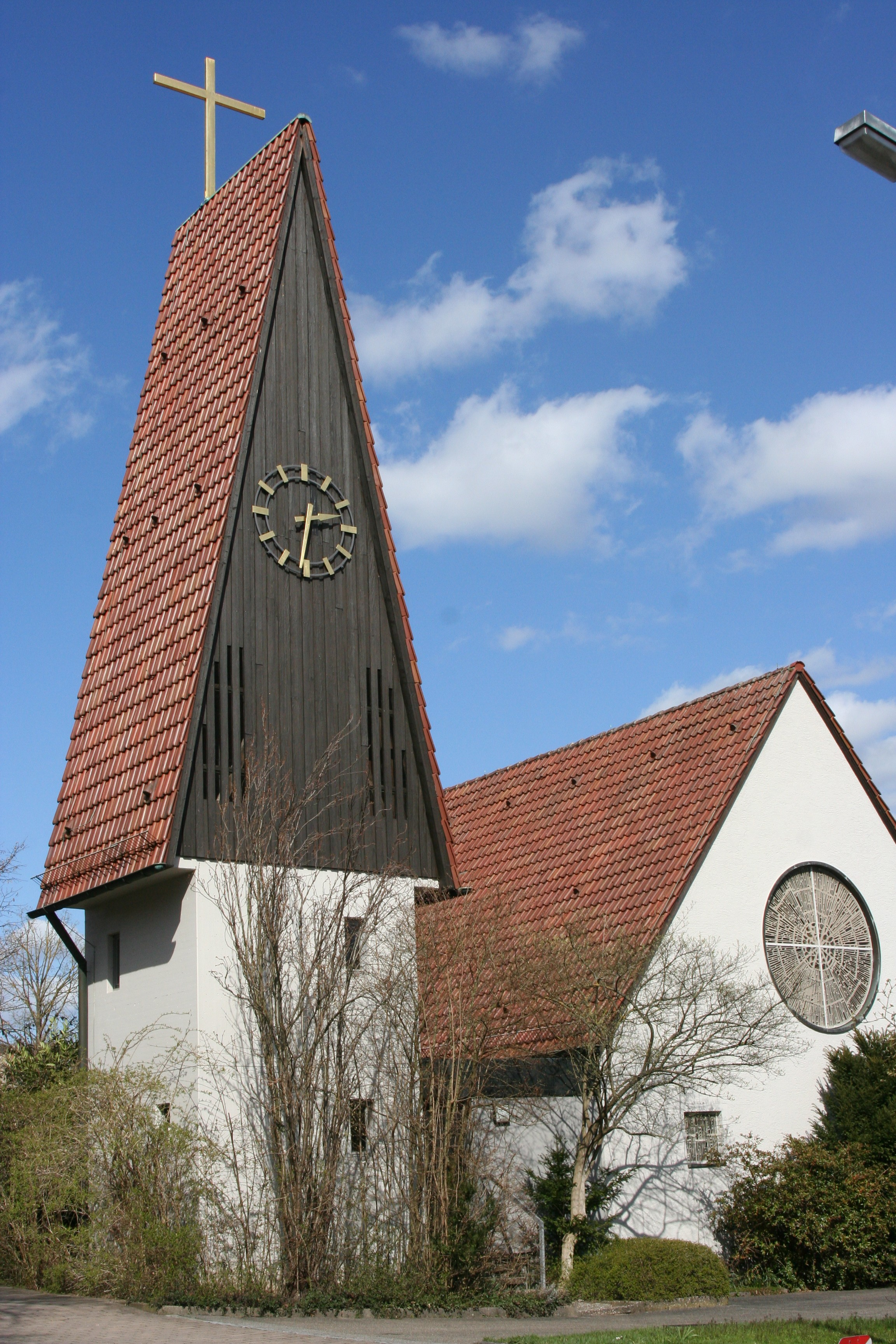
Die Friedenskirche

Der Ortsname Grantschen wurde ursprünglich Granzesheim, später Gransheim geschrieben und deutet darauf hin, dass der Ort der ältesten germanischen Siedlungswelle im Sulmtal zuzurechnen ist. Dass auch schon früher Menschen hier lebten, bezeugen vorgefundene jungsteinzeitliche und römische Siedlungsreste. Zwei jungsteinzeitliche Siedlungen sind auf Grantschener Markung nachgewiesen: eine in den Lufenäckern, 300 m lang und 200 m breit, eine weitere im Gewann Borchäcker. Die Funde (Scherben, Steinwerkzeuge, Pfeilspitzen) sind im Heilbronner Museum.
Grantschen wurde 1037 im Öhringer Stiftungsbrief erstmals urkundlich erwähnt und gehörte später den Herren von Weinsberg. 1412 kam es zur Hälfte, 1440 (zusammen mit Weinsberg) vollständig an die Kurpfalz und wurde 1504 württembergisch. Im Bauernkrieg 1525 wurde es nicht, wie in der Oberamtsbeschreibung ausgeführt, wie Weinsberg zerstört. Es hatten allem Anschein nach nur zwei arme Beisitzer ohne Bürgerrecht (Caspar Weyß und Jakob Haintzelman) am Aufstand teilgenommen.
Ab 1755 gehörte Grantschen zum Amt bzw. später Oberamt Weinsberg. Dies änderte sich auch bei der Umsetzung der neuen Verwaltungsgliederung im Königreich Württemberg zu Beginn des 19. Jahrhunderts nicht. Erst eine vom Volksstaat Württemberg 1926 durchgeführte Verwaltungsreform führte zur Auflösung des Oberamts Weinsberg, so dass Grantschen zum Oberamt Heilbronn kam. 1933 wurden 354 Einwohner gezählt, 1939 waren es 359 und Ende 1945 waren es 445. Da der Ort nach dem Zweiten Weltkrieg Teil der Amerikanischen Besatzungszone geworden war, gehörte er somit seit 1945 zum neu gegründeten Land Württemberg-Baden, das 1952 im jetzigen Bundesland Baden-Württemberg aufging.
In einer Bürgeranhörung am 26. März 1972 entschieden sich die Grantschener Bürger mit großer Mehrheit für die freiwillige Eingliederung in die Stadt Weinsberg. Der Eingliederungsvertrag wurde am 27. März 1972 unterzeichnet, die Eingliederung in die Stadt Weinsberg erfolgte am 1. Januar 1973.

### Religionen
Die evangelischen Christen in Grantschen gehören zur Evangelischen Kirchengemeinde Sülzbach im Kirchenbezirk Weinsberg-Neuenstadt der Evangelischen Landeskirche in Württemberg, die rund 1.700 Mitglieder hat, davon 530 aus Grantschen (Stand: 2008). Für die katholischen Christen ist die katholische Kirchengemeinde St. Oswald in Wimmental zuständig.

## Politik

### Gemeinderat und Ortschaftsrat
Im Weinsberger Gemeinderat sind zwei Sitze für Vertreter Grantschens reserviert. Da Weinsberg nach der Unechten Teilortswahl wählt, werden die Grantschener Vertreter nicht nur von den Einwohnern Grantschens, sondern von allen Weinsbergern gewählt.
Bei jeder Kommunalwahl wird von der wahlberechtigten Bevölkerung Grantschens ein Ortschaftsrat mit sechs Mitgliedern gewählt, der bei wichtigen die Ortschaft betreffenden Angelegenheiten zu hören ist. Seit der Wahl 2009 sind die Freie Wählervereinigung Weinsberg 1950 (FWV) und die CDU mit je drei Mitgliedern im Ortschaftsrat Grantschen vertreten. Andere Wahlvorschläge als FWV oder CDU gab es keine.

### Ortsvorsteher
Auf Vorschlag des Ortschaftsrats hin wählt der Weinsberger Gemeinderat für jede Ortschaft einen ehrenamtlichen Ortsvorsteher. In Grantschen ist dies (Stand: 2024) Stefan Ziegler.

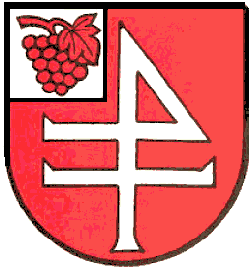
Das Wappen Grantschens

### Wappen und Flagge
Blasonierung: „In Rot ein silbernes Fleckenzeichen in der Form eines doppelarmigen, links giebelförmig überdachten Standkreuzes mit Winkelarmen, im rechten silbernen Obereck eine rote Traube.“
Die Flaggenfarben Grantschens sind Weiß-Rot.
1930 enthielt das Grantschener Dienstsiegel das Fleckenzeichen, umgeben von zwei Lorbeerzweigen. 1939 schlug die Archivdirektion der Gemeinde ein Wappen vor, das in gespaltenem Schild vorne in Blau einen goldenen Schlüssel, hinten in Gold eine blaue Weinberghape mit schwarzem Griff zeigte. Der Schlüssel sollte als Attribut des heiligen Petrus auf den ältesten bekannten Besitzer Grantschens hinweisen, das dem hl. Petrus und Paulus geweihte Stift Öhringen, die Weinberghape auf den Weinbau. Wegen des Kriegsausbruchs wurde der Vorschlag nicht mehr verfolgt und erst 1956 wieder aufgegriffen. Die Gemeinde wünschte das Fleckenzeichen im Wappen, wollte aber auch den Weinbau vertreten wissen, der daraufhin ins Obereck aufgenommen wurde. Die rot-weißen Farben des 1956 angenommenen Wappens sind die der Herren von Weinsberg, die dem Öhringer Stift als Besitzer Grantschens nachfolgten.

## Vereine
Wichtigste Vereine Grantschens sind der Sportverein TV Grantschen 1907 und der Landfrauenverein Grantschen.

## Wirtschaft und Infrastruktur

### Verkehr
Mit Ellhofen, Wimmental und Weinsberg ist Grantschen durch die Kreisstraße K 2113 verbunden. Die Bundesautobahn 6 führt zwar im Norden unmittelbar an Grantschen vorbei, hat aber hier keine Anschlussstelle; die nächste ist in Weinsberg. Der Öffentliche Nahverkehr wird mit Bussen abgewickelt, die nächste Bahnstation ist wenig mehr als einen Kilometer entfernt in Ellhofen an der Bahnstrecke Crailsheim–Heilbronn, wo auch Anschluss an die Linie S4 der Stadtbahn Heilbronn bzw. Stadtbahn Karlsruhe besteht.

### Wirtschaft
Grantschen ist ein traditionsreicher Weinbauort. Die 1947 gegründete Weingärtnergenossenschaft Grantschen, der auch Weingärtner aus Ellhofen und Wimmental angehörten, war auch überregional für ihre Weine bekannt und ging 2014 in der Genossenschaftskellerei Heilbronn-Erlenbach-Weinsberg auf. Carola Geiger aus Grantschen wurde 1983 zunächst zur Württembergischen Weinkönigin und anschließend zur Deutschen Weinkönigin gewählt.
In Grantschen sind keine Gewerbegebiete ausgewiesen, sodass die meisten Bewohner in den umliegenden Städten und Gemeinden beschäftigt sind.

### Bildung
Grantschen hat mit Wimmental zusammen die gemeinsame Grundschule Grantschen/Wimmental. Alle weiterführenden Schulen sind in Weinsberg.

### Versorgung

#### Einkaufen
Grantschen selbst besitzt kaum Versorgungseinrichtungen. Fast alle Dinge des täglichen Gebrauchs sind jedoch im nahegelegenen Ellhofen zu erhalten. Die Großstadt Heilbronn ist ebenfalls schnell zu erreichen.

#### Wasser
Grantschen wurde am 18. Oktober 1987 an die Bodensee-Wasserversorgung angeschlossen.

## Bauwerke

### Evangelische Friedenskirche
Die evangelische Friedenskirche in Grantschen des Architekten Hans Schäfer (Ilsfeld; 1933–2016) wurde 1963 bis 1964 erbaut. Der Turm mit steilem Satteldach hat nur durch die Sakristei eine Verbindung zum Kirchengebäude. 2001 wurde nördlich noch ein Anbau für die Gemeindearbeit angefügt. Die künstlerische Gestaltung der Kirche wurde von Hans Epple (Flein; 1927–2006) übernommen. Die Nord-Giebelwand, innen mit unregelmäßig polygonalen Natursteinplatten verkleidet, enthält über dem Altar ein großes Rundfenster mit der strahlenförmigen Ostersonnen-Verglasung, unten hinter dem Taufstein das Tauffenster. Auch die anderen Farbfenster sind vorwiegend aus Dall- oder Betonglas gefertigt und außerdem mit schmiedeeisernen Symbolen thematisch näher bestimmt: Die Westseite, im klassischen Kirchenbau die Sphäre des Unheils und des Bösen, ist dem biblischen Unfrieden (Schlange, Sintflut, Dornenkrone) zugeordnet. Die Ostseite, dem göttlichen Heil zugewandt, enthält Symbole des Friedens, die Christus zu verdanken sind (Krippe, Regenbogen, Friedenstaube, Brot und Wein unter der Lebenskrone). Auch die Prinzipalien (Altar, Taufstein, Kanzel) aus Betonelementen sind ihrer Bedeutung entsprechend mit schmiedeeisernen Symbolen verziert.